# Lampros Vaggelīs
Charalampos Vaggelīs, detto Lampros (in greco: Χαράλαμπος "Λάμπρος" Βαγγελής; Neohori Arta, 10 febbraio 1982), è un ex calciatore greco, di ruolo centrocampista.

## Carriera

### Club
Nella stagione 2010-2011 contribuisce alla promozione del PAS alla Super League Greece, la prima divisione greca.

### Nazionale
Ha partecipato agli Europei Under-21 del 2002.

## Palmarès

### Club

#### Competizioni nazionali
- Serie B: 1

Siena: 2002-2003